# Ватрослав Ягич
Ва̀трослав Ягич (на хърватски: Vatroslav Jagić) е хърватски езиковед, един от най-изтъкнатите слависти от втората половина на XIX век.

## Живот
Ягич е роден на 6 юли 1838 г. във Вараждин, където посещава основно училище и първите гимназиални класове. Гимназия завършва в Загреб. Тъй като има особен интерес към филологията, той заминава за Виена, където следва класическа филология, а при Франц Миклошич слуша лекции по славистика, на която впоследствие се отдава изцяло. След като завършва Виенския университет, Ягич се връща в Загреб, където е гимназиален учител от 1860 до 1870 г. През 1869 г. е избран за редовен член на Южнославянската академия на науките и изкуствата (JAZU) и за член-кореспондент на Петербургската академия на науките.
През 1871 г. Ягич напуска държавната служба и заминава за Лайпциг, където защитава докторска дисертация на тема „Коренът -де- в славянските езици“ (Das Leben der Wurzel de in den slavischen Sprachen).
По препоръка на Исмаел Стрезневски Ягич бива избран за преподавател по славистика в Одеса като прекарва една подготвителна година в Берлин и Петербург. През 1874 г. заминава за Берлин, където става първият преподавател по славистика в Университета Хумболт, където остава до 1880 г. След това заминава за Петербург, където преподава славистика. През 1886 г. наследява Франц Миклошич и става професор по славистика във Виенския университет, където работи до пенсионирането си през 1908 г. Почива на 12 август 1923 г. във Виена, но е погребан в родния си град.

## Научна дейност
Научни трудове по литературознание и езикознание Ягич започва да публикува в бюлетините на Загребската гимназия, където работи като учител. През 1860 г. започва заедно с Франьо Рачки и Йосип Торбар да издава „Книжевник“ списание за хърватски и сръбски език и история и естествени науки (časopis za jezik i poviest hrvatsku i srbsku i prirodne znanosti), в което публикува няколко труда по хърватски език, заслужаващи внимание: „Нашият правопис“ (Naš pravopis), „Бележки върху нашия синтаксис“ (Primjedbe našoj sintaksi), „Из миналото на хърватския език“ (Iz prošlosti hrvatskoga jezika). С усърдие сътрудничи в изданието на Южнославянската академия „Рад“, където публикува редица статии, между които „Материал за глаголна палеография“(Građa za glagolsku paleografiju), „Подмладена вокализация в хърватския език“ (Pomlađena vokalizacija u hrvatskome jeziku) и др. Ягич е сред инициаторите за издаването на поредицата „Стари хърватски писатели“ (Stari pisci hrvatski).

### „Архив фюр славише филологи“
След пристигането си в Берлин през 1871 г. започва да издава първото по рода си списание „Архив фюр славише филологи“ (Архив за славянска филология), чийто редактор е цели 45 години. Чрез това списание Ягич събужда интерес както у учените, така и у обикновените хора, към славяните, към техните езици и култура. Това списание до голяма степен допринася за утвърждаване на славистиката, на нейната сравнително-историческа методология и на нейното значение като научна и академична дисциплина.

### История на славянската филология
След като се установява във Виенския университет, у Ягич се поражда идеята да издаде енциклопедия по славянска филология. Неговият труд „История на славянската филология“ (История славянской филологии) (Петербург, 1910) се появява в резултат на този негов замисъл. В него е обхванато развитието на славянската филология от началото до края на 19 век.
Посочва българския характер на говорите в Македония.

### Издател на стари текстове
Особено интензивно Ягич се занимава със старобългарския език, за който доказва, че е базиран върху южнославянски диалект, като оборва т.нар. панонска теория за произхода му.
Ягич се изявява и като отличен коментатор и издател на стари текстове: Хървоевия требник, Зографското евангелие, Мариинското евангелие, Киевските листи, Виенските листи, Добромировото евангелие, Болонския псалтир, Житие на деспот Стефан,
Винодолския закон, Поличкия статут и др.
Освен това Ягич е известен познавач на глаголическата писменост. През 1911 г. в Санкт Петербург издава труда си „Глаголическа писменост“ (Ягич И. В., Глаголическое письмо, Энциклопедия славянской филологии, в. III, СПБ., 1911).
Към края на живота си Ягич изучава живота и творчеството на Юрай Крижанич (1618 – 1683), доминикански проповедник, проявил значителен интерес към панславизма и сътрудничеството между католицизма и православието.

### Връзка с Хърватия
Въпреки че по-голямата част от живота си Ягич прекарва извън Хърватия, той не прекъсва връзките си с нея. След идването си във Виена редовно следи всички събития, свързани с хърватската филология и дори директно се намесва, както напр. при представянето и полемиката около Речника на хърватския език (Rječnik hrvatskoga jezika). Хърватските националисти обаче не оценяват просветителското дело и голямото значение на научната дейност на Ватрослав Ягич и го критикуват остро, понеже не участва в политическия живот в Хърватско.
Ватрослав Ягич е не само един от най-големите учени в историята на славистиката, но и един от най-плодотворните. По думите на хърватския езиковед Йосип Хам Ягич е „написал толкова, че ако се препечата, ще се стане библиотека от 100 книги, всяка по двеста страници“.

## Ягич в Русия и Украйна
В Русия и Украйна смятат Ягич за свой учен, поради изключителния му принос към славистиката в тези страни. Там той е известен под името Игнатий Викентьевич или Игнат Викторович (в Русия) и Ігнатій или Гнат Вікентійович (в Украйна).